# نینا تر-اوسپیان
نینا مامیکونی تر-اوسپیان (ارمنی: Նինա Մամիկոնի Տեր-Օսիպյան؛  ۵ آوریل ۱۹۰۹ – ۲۴ ژوئیهٔ ۲۰۰۲) یک بازیگر اهل ارمنستان بود. وی بین سال‌های - تا - میلادی فعالیت می‌کرد.

## زندگی‌نامه
وی در ۱۸ آوریل [سبک قدیمی: ۵ آوریل] ۱۹۰۹ در باکو به دنیا آمد . وی همچنین برندهٔ جوایزی همچون نشان برجسته افتخار، نشان افتخار فدراسیون روسیه (۱۹۹۸)، هنرمند شایسته جمهوری شوروی فدراتیو سوسیالیستی روسیه (۱۹۵۴) و هنرمند مردمی جمهوری شوروی فدراتیو سوسیالیستی روسیه (۱۹۷۲) شده است. وی در ۲۴ ژوئیه ۲۰۰۲ در سن ۹۳ سالگی در مسکو درگذشت. و در آرامستان ارامنه مسکو به خاک سپرده شد.

## گزیده فیلمشناسی
از فیلم‌ها یا برنامه‌های تلویزیونی که وی در آن نقش داشته است می‌توان به گذرنامه، کین-دزا-دزا! اشاره کرد.